# Melodislinga
En hook eller melodislinga är en strof som repriseras flera gånger, är mer framträdande än ett riff, och som ger karaktär till en låt. En hook är ofta instrumental[källa behövs], men också framföras i vokalis, till exempel i låten Land of a Thousand Dances.
Kända hookar finns i låtar som
- The Final Countdown (Europe)
- Centerfold (The J. Geils Band)
- Jump (Van Halen)
- Baba O'Riley (The Who)
- Dream On (Aerosmith)
- Money For Nothing (Dire Straits)